# مايكل أومانيا
مايكل أومانيا كوراليس (بالإسبانية: Míchael Umaña Corrales)‏ لاعب كرة قدم كوستاريكي، يلعب لنادي ديبورتيفو سابريسا الكوستاريكي ومنتخب كوستاريكا لكرة القدم المشارك في بطولة كأس العالم 2014 المقامة في البرازيل .

## روابط خارجية
- مايكل أومانيا على موقع الاتحاد الدولي (مؤرشف)  (الإنجليزية)
- مايكل أومانيا على موقع الدوري الأمريكي (الإنجليزية)
- مايكل أومانيا على موقع قاعدة بيانات كرة القدم.إي يو (الإنجليزية)
- مايكل أومانيا على موقع ناشيونال فوتبول تيمز (الإنجليزية)
- مايكل أومانيا على موقع Soccerway.com (الإنجليزية)
- مايكل أومانيا على موقع عالم كرة القدم.نت (الإنجليزية)
- مايكل أومانيا على موقع أوليمبيديا (الإنجليزية)
- مايكل أومانيا على موقع AS.com (الإسبانية)